# Arnaud Molmy
Arnaud Molmy, (né le 7 août 1988 à Calais) est un coureur cycliste français, devenu entraîneur et directeur sportif.

## Biographie

### Débuts cyclistes et carrière chez les amateurs
Membre du CC Nogent-sur-Oise en 2009, Arnaud Molmy est durant cette année considéré comme l'un des meilleurs sprinters du circuit amateur français. Il remporte notamment sa première course du calendrier international de l'UCI le 22 mars 2009 en gagnant la Roue tourangelle, une course comptant pour l'UCI Europe Tour.  Il rejoint alors comme stagiaire Cofidis, tout comme Julien Fouchard  et Benjamin Giraud, à partir du 1er août 2009. Il termine la saison à la septième place du classement national de la Fédération française de cyclisme.

### Carrière professionnelle
Du fait de ses bons résultats, il passe professionnel en 2010 au sein de l'équipe Roubaix Lille Métropole, en compagnie de ses coéquipiers du CC Nogent-sur-Oise Jocelyn Bar et Benoît Daeninck. Il se fait remarquer lors de l'Étoile de Bessèges en terminant tout d'abord troisième puis deuxième des 1re et 2e étapes derrière Borut Božič ,
et en enchaînant par une victoire sur la 4e étape. Cette victoire lui permet de prendre la tête du classement général à la veille de l'arrivée. Il est cependant non-partant le lendemain en raison d'une gastro-entérite.
En 2011, il court pour l'équipe BigMat-Auber 93, puis en 2012 au sein de Véranda Rideau-Super U. Souffrant d'un syndrome de la bandelette ilio-tibiale, ou « syndrome de l’essuie-glace », il doit être opéré plusieurs fois durant cette période. Après un dernier abandon lors des Quatre jours de Dunkerque en mai 2012, il ne court plus en compétition et arrête sa carrière de coureur.

### Reconversion professionnelle
Titulaire d'une licence STAPS obtenue avant de commencer sa carrière professionnelle, Arnaud Molmy obtient en fin d'année 2012 le Brevet d'État d'éducateur sportif et devient en 2013 entraîneur à l'ESEG Douai. L'année suivante, il exerce cette fonction au Team Wasquehal Junior. Par la suite, il exerce en tant que directeur sportif de l'Entente cycliste Raismes Petite-Forêt et du Cyclo-club de Nogent-sur-Oise. 
Fin 2022, il quitte le Cyclo-club de Nogent-sur-Oise pour devenir directeur sportif de l'équipe continentale Go Sport-Roubaix Lille Métropole.

## Palmarès et classements mondiaux

### Palmarès
- 2007
  - 2e du Tour des Mauges
- 2008
  - 3e du Grand Prix de Blangy-sur-Bresle
  - 3e du championnat du Nord-Pas-de-Calais
- 2009
  - Circuit méditerranéen
  - 7e étape du Circuit des plages vendéennes
  - Roue tourangelle
  - Prix de la Saint-Laurent
  - 2e de la Ronde du Canigou
  - 2e de Paris-Ézy
  - 2e du Prix de la Saint-Laurent Espoirs
  - 3e de la Val d'Ille U Classic 35
  - 3e du Circuit du Pévèle
- 2010
  - 4e étape de l'Étoile de Bessèges
- 2011
  - 3e du Grand Prix de Luneray

### Classements mondiaux
| Année           | 2009 | 2010 | 2011 |
| --------------- | ---- | ---- | ---- |
| UCI Europe Tour | 413e | 265e | 815e |